# Emile Hemmen

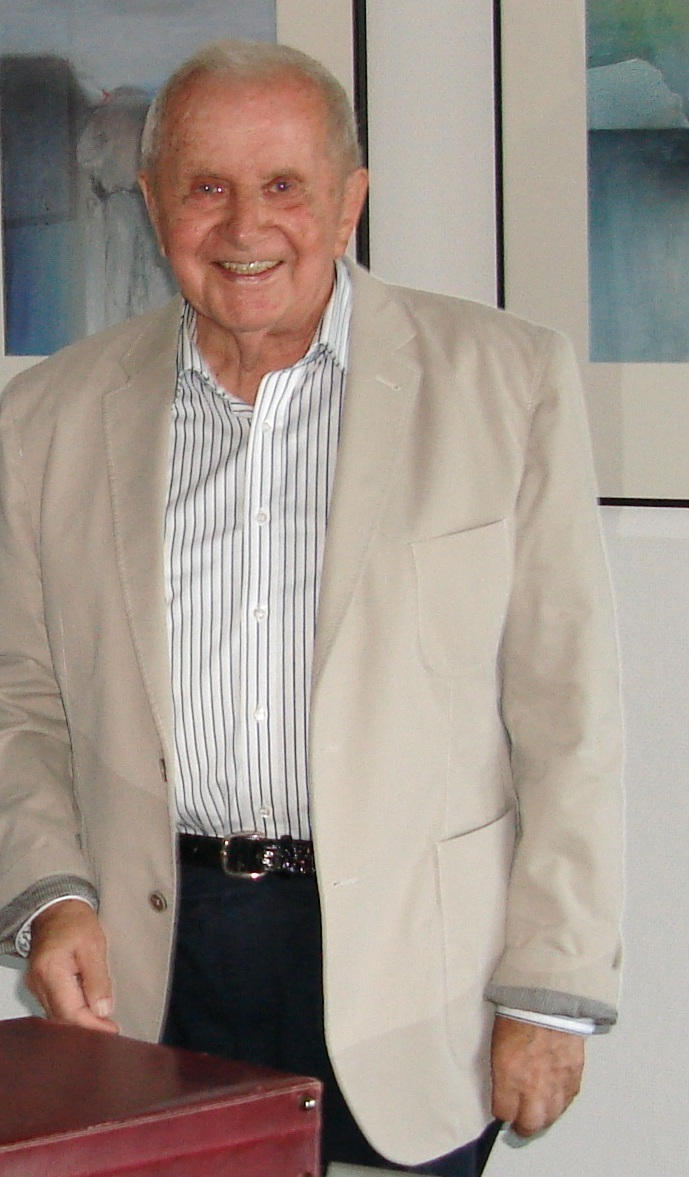
Emile Hemmen, 2005

Emile Hemmen (* 6. Dezember 1923 in Sandweiler; † 8. Januar 2021) war ein luxemburgischer Schriftsteller.

## Leben
Hemmen verbrachte seine Kindheit in Sandweiler und danach in Wecker. In seiner Jugend verweigerte er den Kriegsdienst für die nationalsozialistische Besatzungsmacht und schloss sich dem Widerstand L.P.L (Lëtzebuerger Patrioteliga) an.
1943 begann er, Gedichte in luxemburgischer Sprache zu schreiben. Später verfasste er Novellen, Gedichte und den Roman Die Wahl in deutscher Sprache. Ab 1960 schrieb Hemmen immer häufiger in französischer Sprache.
Von 1945 bis 1958 war er als Lehrer tätig. Nach seinem Studium in Paris hatte er zwei Jahre lang das Amt eines Attaché im Ministerium für Erziehung in Luxemburg inne.
Von 1969 bis zu seiner Pension arbeitete er als Direktor des „Centre de réadaptation“ (ehemals „Institut médico-professionel“) in Kapellen.
Er war Gründungspräsident der „Association nationale des communautés éducatives“ und Vizepräsident der „Fédération internationale des communautés éducatives“.
Des Weiteren war er Gründungsmitglied der „Association européenne pour la promotion de la Créativité chez les personnes handicapées“, der Association „Coopérations“ in Wiltz und Mitglied des „Réseau européen des centres de réadaptation“.
Zusammen mit Nic Klecker und René Welter war er 1986 Gründungsmitglied der Literaturzeitschrift Estuaires und später der Éditions Estuaires.
Emile Hemmen starb Anfang 2021 im Alter von 97 Jahren.

## Werke (Auswahl)
- Mei Wé (Gedichtsammlung), 1948, 78 S., Imprimerie St. Paul
- Lîcht a Schied (Erzielungen), 1950, 48 S., Imprimerie St. Paul
- Begegnungen, 1955, 22 S., Ney-Eicher, Esch-Uelzecht
- Die Maschine, 1956, 21 S., Ney-Eicher, Esch-Uelzecht
- Die Ratte, 1957, 12 S., Ney-Eicher, Esch-Uelzecht
- Ein Heimkehrer, 1958, 23 S., Ney-Eicher, Esch-Uelzecht
- 2 Novellen (Die Flut / Das Tier), 1959, 43 S., Ney-Eicher, Esch-Uelzecht
- Gérard de Nerval, Novelle, 1960, Imprimerie Bourg-Bourger
- Innere Spuren (Gedichte), 1981, 41 S., CDR / Cap
- Messages croisés (Poèmes), 1982, 41 S., CDR / Cap
- Le temps d'un dire (Poèmes), 1983, 71 S., CDR / Cap
- Souffles partagés, 1984, 30 S., Impr. Véré (Lille)
- Terre - racines avec l'artiste-peintre Roger Bertemes, Editions André Biren Paris 1986 (édition bibliophile)
- J'écoute tes yeux, 1989, avec l'artiste-peintre Henri Kraus / Editions PHI Echternach (édition bibliophile)
- Ballade en blanc, 1990, avec l'artiste-peintre François Schortgen / Editions de la Galerie de Luxembourg (édition bibliophile)
- Au dire de l'arbre, 1991, avec l'artiste-peintre Raymond Weiland / Editions PHI Echternach (édition bibliophile)
- Feu de haute voix, Editions Alcatraz Press Auxerre France
- Ciels sans abris, 1996, avec l'artiste-peintre Nico Thurm / Editions PHI Echternach (édition bibliophile)
- À te figer, lumière (Poèmes), 1998, 95 S., Michel Frères (Virton)
- Die Wahl (Roman), 2000, 390 S., Rapidpress (Bartreng), ISBN 2-87996-962-X
- Repainting memory, 2003, Poems, translated from the french Repeindre la mémoire by Janine Goedert, Igneus Press, Bedford New Hampshire printed in the United States of America
- A l'heure des sources, 2004, avec l'artiste-peintre Georges Le Bayon Editions Buschmann, Trèves (édition bibliophile)
- Jeux de pistes - Fährtenspiele, 2006, 155 S., Verl. im Wald (Rimbach), ISBN 978-3-929208-85-6
- L'Arbre chauve, 2007, Editions Estuaire Collection 99, ISBN 978-2-9599704-2-9
- Anthologie Emile Hemmen, Poète, 2008, Editions mediArt, ISBN 978-2-9599-749-7-7
- Treibholz, 2011, Gedichtzyklus, Editions Alpha Presse Sulzbach, Deutschland, mit CD "Die Sprechdose" (Klavieraufnahmen von Kasia Lewandowska)
- Aus dem nackten Schweigen gehen, 2013, Gedichtzyklus von Emile Hemmen, Grafik von Petra M. Lorenz, pelo paperart, Editions S'Art S.A., Palma de Mallorca
- Dans le miroir du temps, 2014, Editions Estuaires Collection Hors série N°4, ISBN 978-99959-749-3-0

## Publikationen und Anthologien (Auswahl)
- 1952 Livre d'Or de la Résistance Luxembourgeoise 1940-1945 S. 519
- 1955 Rappel de la Résistance du 15 au 22 mai LPPD (Ligue vun de Politeschen Prisonnéier an Déportéerten)
- 1967 Geschichte der Luxemburger Mundartdichtung 2ter Band S.213
- 1968 Almanach Culturel
- 1972 Rappel - 25 Joer LPPD
- 1978 Droits de l'Homme / Amnesty International
- 1983 Au-delà du désespoir/ Centre de Réadaptation Capellen
- 1984 Dialogues / Centre de Réadaptation Capellen
- 1985 Die Ganze Welt Anthologie (BECb CBET) Russland
- 1988 Poésie luxembourgeoise / Moscou
- 1992 La poésie luxembourgeoise contemporaine / Struga / Macédoine
- 1995 Intercity (anthologie en trois langues) éditée par le Lëtzeburger Schrëftstellerverband
- 1997 journées littéraires de Mondorf
- 1999 Anthologie Luxembourgeoise de Jean Portante / Écrits des Forges (Canada) et Éditions Phi (Luxembourg)
- 2000 Devant le monde, le poète / Éditions Alzieu - France
- 2004 Anthologie de littérature luxembourgeoise de langue française / Roumanie
- 2005 Le Mur / Éditions ESTUAIRES
- 2006 La femme dans la littérature au Luxembourg / Initiative "Plaisir de lire"
- 2007 Quatre artistes, quatre poètes, quatre pays, quatre saisons x 3 Éditions mediArt -Le migrateur sourcier
- 2008 Résistance aux guerres par animation Globale du Luxembourg Belgique - Témoignage poème.
- 2011 Kolléisch's Jongen am Krich / S. 333 Réminiscences.
- 2016 L'Alchimie des pigments / média graphique à Rennes / Éditions Folle Avoine Yves prié /

## CD / Film / Vertonung
- 1950 Textvertonung vom Pianisten und Komponisten Pierre Nimax Sr. verschiedener Gedichten von Emile Hemmen
- 2011 / CD Alpha Presse Sulzbach Deutschland / Die Sprechdose / Klangschale / Klavieraufnahme von Kasia Lewandowska
- 2013 Nocturne / Gedichte von Emile Hemmen ISBN 978-99959-817-1-6  Éditions médiArt - Musek Nocturnes von Frédéric Chopin - interpretiert vom Pianisten Romain Nosbaum am Centre Culturel Abbaye Neumünster
- 2016 CNL - Le poème mis en musique asbl. Noise Watchers Unlimited Compositeur Jean Halsdorf / Poème Nocturne VI tiré du recueil Nocturne E. H. Création mondiale par Laurie Dondelinger / soprano et Annie Kraus
- Film "Heim ins Reich" réalisateur Claude Lahr Documentaire luxembourgeois  primé par l'UNESCO témoignage d'Emile Hemmen, résistant - réfractaire sous l'occupation allemande 1940-1944